# FIVB Volleyball Challenger Cup 2018 (damer)
FIVB Volleyball Challenger Cup 2018 utspelade sig mellan 20 och 24 juni 2018 i Lima, Peru. Det var första upplagan av turneringen som arrangeras av FIVB. Sex landslag deltog och Bulgarien vann tävlingen genom att besegra Colombia i finalen. De kvalificerade sig därigenom för Volleyball Nations League 2019.

## Arenor
|                                                                                       |  |  |
|                                                                                       |  |  |
| Complejo Deportivo Niño Héroe Manuel Bonilla Stad: Lima Kapacitet: 6 000 Öppnad: 1989 |  |  |

## Regelverk

### Format
- Tävlingen började med ett gruppspel med två grupper om tre lag där alla lag mötte alla andra lag en gång
- De två första i varje grupp spelade cupspel om de fyra första platserna med direkt avgörande matcher.

### Metod för att rangordna lag
Om slutresultatet blev 3-0 eller 3-1 tilldelades 3 poäng till det vinnande laget och 0 till det förlorande laget, om slutresultatet blev 3-2 tilldelades 2 poäng till det vinnande laget och 1 till det förlorande laget. 
Rankningsordningen i serien definierades utifrån:
- Antal vunna matcher
- Poäng
- Kvot vunna / förlorade set
- Kvot vunna / förlorade poäng.
- Inbördes möte

## Deltagande lag
| Lag         | Turnering                           | Deltog senast |
| ----------- | ----------------------------------- | ------------- |
| Australien  | 3:a AVC:s kval till turneringen     | Debut         |
| Bulgarien   | 1:a European Golden League 2018     | Debut         |
| Colombia    | 2:a CSV:s kval till turneringen.    | Debut         |
| Peru        | Värdland                            | Debut         |
| Puerto Rico | 1:a NORCECA:s kval till turneringen | Debut         |
| Ungern      | 2:a European Golden League 2018     | Debut         |

## Turneringen

### Gruppspelsfasen
| Grupp A  | Grupp B     |
| -------- | ----------- |
| Colombia | Australien  |
| Peru     | Bulgarien   |
| Ungern   | Puerto Rico |

#### Grupp A

##### Resultat
| 20 juni 2018 Complejo Deportivo Manuel Bonilla, Lima Speltid: 1h:24 - Åskådare: 500 | Peru     | 0 - 3 | Colombia | 24-26, 12-25, 12-25 |
| 21 juni 2018 Complejo Deportivo Manuel Bonilla, Lima Speltid: 1h:13 - Åskådare: 125 | Colombia | 3 - 0 | Ungern   | 25-13, 25-19, 25-7  |
| 22 juni 2018 Complejo Deportivo Manuel Bonilla, Lima Speltid: 1h:25 - Åskådare: 600 | Ungern   | 0 - 3 | Peru     | 14-25, 11-25, 26-28 |

##### Sluttabell
| Pos. | Lag      | Pt | M | V | F | SV | SF | Kvot  | PV  | PF  | Kvot  |
| ---- | -------- | -- | - | - | - | -- | -- | ----- | --- | --- | ----- |
| 1    | Colombia | 6  | 2 | 2 | 0 | 6  | 0  | MAX   | 151 | 87  | 1.735 |
| 2    | Peru     | 3  | 2 | 1 | 1 | 3  | 3  | 1.000 | 126 | 127 | 0.992 |
| 3    | Ungern   | 0  | 2 | 0 | 2 | 0  | 6  | 0.000 | 90  | 153 | 0.588 |

#### Grupp B

##### Resultat
| 20 juni 2018 Complejo Deportivo Manuel Bonilla, Lima Speltid: 1h:12 - Åskådare: 300 | Bulgarien   | 3 - 0 | Australien  | 25-11, 25-16, 25-15 |
| 21 juni 2018 Complejo Deportivo Manuel Bonilla, Lima Speltid: 1h:16 - Åskådare: 150 | Puerto Rico | 3 - 0 | Australien  | 25-10, 25-19, 25-15 |
| 22 juni 2018 Complejo Deportivo Manuel Bonilla, Lima Speltid: 1h:20 - Åskådare: 300 | Bulgarien   | 3 - 0 | Puerto Rico | 25-18, 25-18, 25-14 |

##### Sluttabell
| Pos. | Lag         | Pt | M | V | F | SV | SF | Kvot  | PV  | PF  | Kvot  |
| ---- | ----------- | -- | - | - | - | -- | -- | ----- | --- | --- | ----- |
| 1    | Bulgarien   | 6  | 2 | 2 | 0 | 6  | 0  | MAX   | 150 | 92  | 1.630 |
| 2    | Puerto Rico | 3  | 2 | 1 | 1 | 3  | 3  | 1.000 | 125 | 119 | 1.050 |
| 3    | Australien  | 0  | 2 | 0 | 2 | 0  | 6  | 0.000 | 86  | 150 | 0.573 |

### Slutspelsfasen
|  | Semifinaler | Semifinaler |           |          | Final               | Final               |  |
|  |             |             |           |          |                     |                     |  |
|  | Colombia    | 3           |           |          |                     |                     |  |
|  | Colombia    | 3           |           |          |                     |                     |  |
|  | Puerto Rico | 1           |           |          |                     |                     |  |
|  | Puerto Rico | 1           |           | Colombia | 1                   |                     |  |
|  |             |             |           | Colombia | 1                   |                     |  |
|  |             |             | Bulgarien | 3        |                     |                     |  |
|  | Bulgarien   | 3           | Bulgarien | 3        |                     |                     |  |
|  | Bulgarien   | 3           |           |          |                     |                     |  |
|  | Peru        | 0           |           |          | Match om tredjepris | Match om tredjepris |  |
|  | Peru        | 0           |           |          |                     |                     |  |
|  |             |             |           |          |                     |                     |  |
|  |             |             |           |          | Puerto Rico         | 3                   |  |
|  |             |             |           |          | Puerto Rico         | 3                   |  |
|  |             |             |           |          | Peru                | 2                   |  |

#### Semifinaler
| 23 juni 2018 Complejo Deportivo Manuel Bonilla, Lima Speltid: ? - Åskådare: ? | Colombia  | 3 - 1 | Puerto Rico | 23-25, 27-25, 25-10, 25-18 |
| 23 juni 2018 Complejo Deportivo Manuel Bonilla, Lima Speltid: ? - Åskådare: ? | Bulgarien | 3 - 0 | Peru        | 25-21, 25-22, 25-18        |

#### Match om tredjepris
| 24 juni 2018 Complejo Deportivo Manuel Bonilla, Lima Speltid: ? - Åskådare: ? | Puerto Rico | 3 - 2 | Peru | 22-25, 25-15, 21-25, 25-17, 16-14 |

#### Final
| 24 juni 2018 Complejo Deportivo Manuel Bonilla, Lima Speltid: ? - Åskådare: ? | Colombia | 1 - 3 | Bulgarien | 25-22, 19-25, 20-25, 23-25 |

## Slutplaceringar
| Pos | Lag         | Kvalificerade för              |
| --- | ----------- | ------------------------------ |
|     | Bulgarien   | Volleyball Nations League 2019 |
|     | Colombia    |                                |
|     | Puerto Rico |                                |
| 4   | Peru        |                                |
| 5   | Australien  |                                |
| 5   | Ungern      |                                |